# Centrorhynchus chabaudi
Centrorhynchus chabaudi är en hakmaskart som beskrevs av Yves-Jean Golvan 1958. Centrorhynchus chabaudi ingår i släktet Centrorhynchus och familjen Centrorhynchidae. Inga underarter finns listade i Catalogue of Life.